# Все гаразд, мамо!
«Все гаразд, мамо!» (рос. Всё в порядке, мама!) — російський фільм режисера Федора Попова 2010 року.

## Сюжет
Дія фільму відбувається на Балканах. Сергій приїжджає сюди по роботі, щоб взяти інтерв'ю у геофізика з Росії, який зробив видатне відкриття. Прямо на очах журналіста вченого вбивають, а він сам опиняється між бандитами, які хочуть знищити свідка злочину і поліцією, яка вважає, що саме Сергій скоїв вбивство.

## У ролях
| Актор             | Роль |
| ----------------- | ---- |
| Олексій Філімонов | -    |
| Поліна Агурєєва   | -    |
| Ненад Єздіч       | -    |
| Ігор Раданович    | -    |
| Софія Божич       | -    |
| Ігор Вєрник       | -    |
| Анатолій Горячев  | -    |
| Славіша Чуровіч   | -    |
| Андрій Леонов     | -    |
| Сейфа Сейфіровіч  | -    |

## Знімальна група
- Режисер — Федір Попов
- Сценарист — Євген Никишов, Валерій Федорович, Юрій Денисов
- Продюсер — Федір Попов, І. Панфілов, Н. Устинов
- Композитор — Марк Ерман